# Haabersti
Haabersti – jedna z ośmiu dzielnic (est. linnaosa) Tallinna, stolicy Estonii, znajdująca się w zachodniej części miasta.
Podzielona jest na 12 poddzielnic (est. asum): Astangu, Haabersti, Kakumäe, Mustjõe, Mäeküla, Õismäe, Pikaliiva, Rocca al Mare, Tiskre, Veskimetsa, Vismeistri i Väike-Õismäe.
W Haabersti znajdują się między innymi:
- Estońskie Muzeum Wsi
- Zoo w Tallinnie
- Hala widowiskowo-sportowa Saku Suurhall
- Centrum handlowe Rocca al Mare

Na obrzeżach dzielnicy znajduje się jezioro Harku.

## Ludność
Haabersti w grudniu 2015 roku zamieszkiwało 44 145 osób.

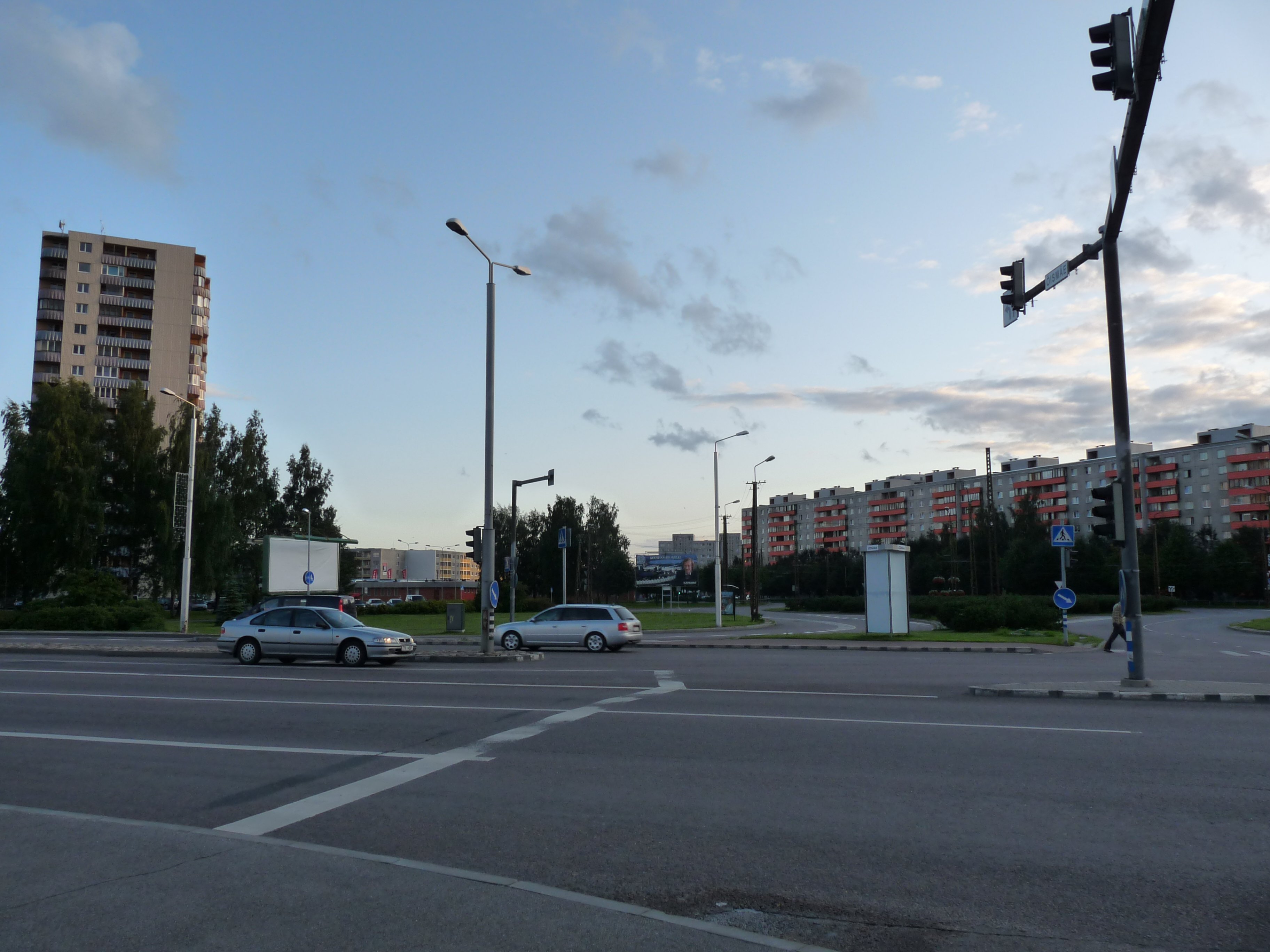

| Data       | Ludność |
| ---------- | ------- |
| 01.12.2009 | 41 069  |
| 01.12.2010 | 41 579  |
| 01.12.2011 | 42 087  |
| 01.12.2012 | 42 707  |
| 01.12.2013 | 43 537  |
| 01.12.2014 | 43 974  |
| 01.12.2015 | 44 145  |

| Grupa etniczna | udział w % (2015r.) |
| -------------- | ------------------- |
| Estończycy     | 49,3%               |
| Rosjanie       | 41,4%               |
| Ukraińcy       | 3,9%                |
| Białorusini    | 2,0%                |
| Finowie        | 0,6%                |
| Żydzi          | 0,4%                |
| Tatarzy        | 0,4%                |
| Inni           | 2,0%                |